# Союз архитекторов Армении
Союз архитекторов Армении (арм. Հայաստանի ճարտարապետների միություն) — организация архитектурного профиля, творческий союз, созданный в целях развития армянской архитектуры, обогащения армянской национальной архитектуры современными передовыми решениями.

## История
Основан в 1932 году в Ереване, первый председатель Геворг Кочар. Первыми членами стали Микаел Мазманян (заместитель председателя), Н. Буниатян, Александр Таманян, А. Ахаронян, Ф. Акопян, Б. Аразян, О. Маркарян, М. Мкртчян.
Члены Союза внесли огромный вклад в архитектуру городов, сел и уникальных инженерных систем в Армении.
Союз архитекторов Армении насчитывает 643 члена. Президент Мкртич Минасян.
В 2018 году Союз был преобразован в Палату архитекторов